# Apanteles mendosae
Apanteles mendosae är en stekelart som beskrevs av Wilkinson 1929. Apanteles mendosae ingår i släktet Apanteles och familjen bracksteklar. Inga underarter finns listade i Catalogue of Life.